# Gare de Bellac
La gare de Bellac est une gare ferroviaire française de la ligne du Dorat à Limoges-Bénédictins, située sur le territoire de la commune de Bellac, dans le département de Haute-Vienne et la région Nouvelle-Aquitaine.
Elle est mise en service en 1880 par l’État puis cédée à la Compagnie du chemin de fer de Paris à Orléans (PO).
C'est une gare voyageurs de la Société nationale des chemins de fer français (SNCF), du réseau TER Nouvelle-Aquitaine, desservie par des trains express régionaux.

## Situation ferroviaire
La gare de Bellac est située sur la ligne du Dorat à Limoges-Bénédictins.
Établie à 227 mètres d'altitude, la gare de Bellac est située au point kilométrique (PK) 431,738 de la ligne du Dorat à Limoges-Bénédictins, entre les gares ouvertes du Dorat (s’intercalaient les gares fermées de Saint-Ouen et Peyrat) et de Nantiat (s’intercalaient les gares fermées de la Chapterie, Blond - Berneuil et Vaulry).

## Histoire
Elle fut mise en service le 31 décembre 1880, date qui correspond à la mise en service de la section de la ligne Couzeix - Le Dorat avant l'ouverture totale de la ligne jusqu'en Gare de Limoges-Bénédictins le 21 février 1881. De 1912 à 1936 la cour de la gare constituait un point de rebroussement pour les tramways départementaux de la Haute-Vienne effectuant la liaison Bussière-Poitevine - Saint-Sulpice-les-Feuilles.
En 2022, selon les estimations de la SNCF, la fréquentation annuelle de la gare était de 33 299 voyageurs contre 26 216 voyageurs en 2019 et 16 505 en 2018.

## Services des voyageurs

### Accueil
La gare dispose d'un bâtiment voyageurs avec guichets ouverts du lundi au vendredi. Le reste du temps, un distributeur de titres de transport TER est à disposition.
La gare bénéficie du service « accès plus » pour les personnes à mobilité réduite.
Elle est équipée d'un quai latéral et d'un quai central qui sont encadrés par trois voies.

### Dessertes
Bellac est une gare régionale SNCF du réseau TER Nouvelle-Aquitaine, desservie par des trains express régionaux de la relation Limoges-Bénédictins - Poitiers.

### Intermodalité
La gare met à disposition de ses voyageurs un parking à vélo et à voitures.

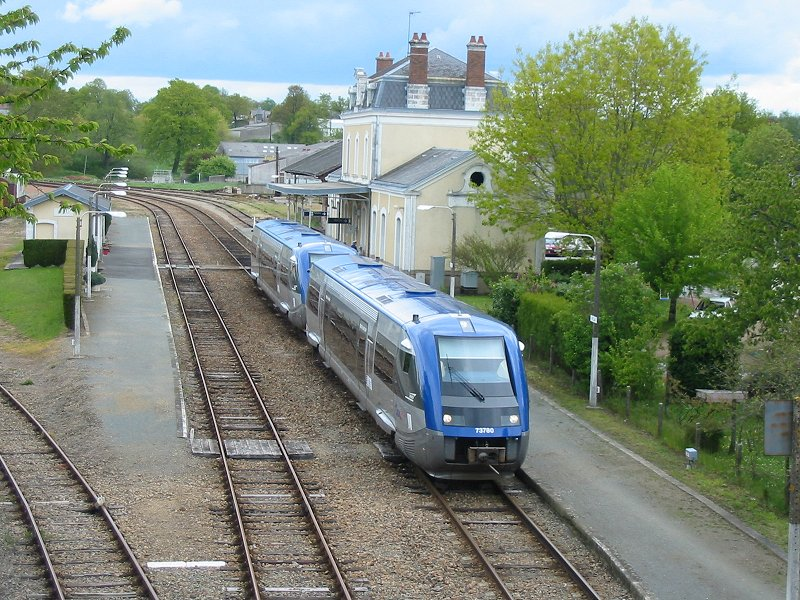
Duo d'autorails X73500 au départ de la gare de Bellac en direction de Limoges